# 嵩山町
嵩山町（すせちょう）は愛知県豊橋市の町名。難読地名として知られる。

## 地理
豊橋市の北東部に位置し静岡県との県境を持つ。
丁目は持たないが小字が振られている。

### 山岳
- 坊ヶ峰

### 河川
- 神田川
  - 嵩山川
    - およそ川
    - 挟石川

### 小字
| - 字荒木（あらき） - 字井原（いはら） - 字岩本（いわもと） - 字長田（おさだ） - 字尾曽根（おぞね） - 字於伝山（おでんやま） - 字柿木田（かきのきだ） - 字上角庵（かみかくあん） - 字亀井（かめい） - 字川原田（かわはらだ） - 字神畑（かんばた） - 字北貝津（きたかいつ） - 字北ノ間（きたのま） - 字北山（きたやま） - 字公護（くご） - 字楠田（くすだ） | - 字軍場（ぐんば） - 字桂士（けいし） - 字下貝津（しもかいつ） - 字下角庵（しもかくあん） - 字浅間下（せんげんした） - 字立岩（たていわ） - 字田楽（だらく） - 字中通（なかどおり） - 字奈木（なぎ） - 字西ノ田（にしのた） - 字八ツ田（はつた） - 字東荒木（ひがしあらき） - 字平田（ひらた） - 字細田（ほそだ） - 字松田（まつだ） - 字南井原（みなみいはら） | - 字南浦（みなみうら） - 字南山（みなみやま） - 字宮下（みやした） - 字宮前（みやまえ） - 字向イ（むかい） - 字八ツ面（やつめん） - 字八名ケ谷（やながや） - 字柳原（やなぎはら） - 字薮下（やぶした） - 字山尾曽根（やまおぞね） - 字山角庵（やまかくあん） - 字山軍場（やまぐんば） - 字山桂士（やまけいし） - 字山奈木（やまなぎ） - 字山八ツ田（やまはつた） |

## 歴史
愛知県八名郡嵩山村を前身とする。
1523年、姫街道を押さえるため、三河国守護代にして三河国岡崎城初代城主の三河西郷氏の流れの西郷信員、正員が月ヶ谷城を築城して一族の本城にしたが、1562年に桶狭間の戦いで今川義元が首級を奪われた後に松平元康（後の徳川家康）が自立し三河西郷氏も協調したため、今川氏真軍が挙兵。落城した。
江戸時代には東海道の脇街道の1つである本坂通（姫街道）の宿場町として嵩山宿が置かれ栄えた。
1906年7月1日に多米村、三輪村、玉川村、嵩山村、西郷村が合併し、石巻村となる。大字は継承される。
1955年、豊橋市へ編入される。大字嵩山は嵩山町に継承された。

## 世帯数と人口
2019年（平成31年）4月1日現在の世帯数と人口は以下の通りである。
| 町丁   | 世帯数  | 人口    |
| ------ | ------- | ------- |
| 嵩山町 | 541世帯 | 1,401人 |

### 人口の変遷
国勢調査による人口の推移
| 1995年（平成7年）  | 1,633人 | [ 5 ] |  |
| 2000年（平成12年） | 1,696人 | [ 6 ] |  |
| 2005年（平成17年） | 1,652人 | [ 7 ] |  |
| 2010年（平成22年） | 1,598人 | [ 8 ] |  |
| 2015年（平成27年） | 1,508人 | [ 9 ] |  |

## 学区
市立小・中学校に通う場合、学区は以下の通りとなる。また、公立高等学校に通う場合の学区は以下の通りとなる。
| 番・番地等 | 小学校             | 中学校             | 高等学校 |
| ---------- | ------------------ | ------------------ | -------- |
| 全域       | 豊橋市立嵩山小学校 | 豊橋市立石巻中学校 | 三河学区 |

### 史跡
- 月ヶ谷城
- 嵩山蛇穴 - 縄文時代の洞窟遺跡として国の史跡に指定されている鍾乳洞[12]（史跡指定日：1957年7月1日）[13]。ジャアナヒラタゴミムシなど全国的にも希少な洞穴生物が生息する[14]。

## 交通
- 国道362号
  - 本坂トンネル
  - 本坂街道（姫街道）

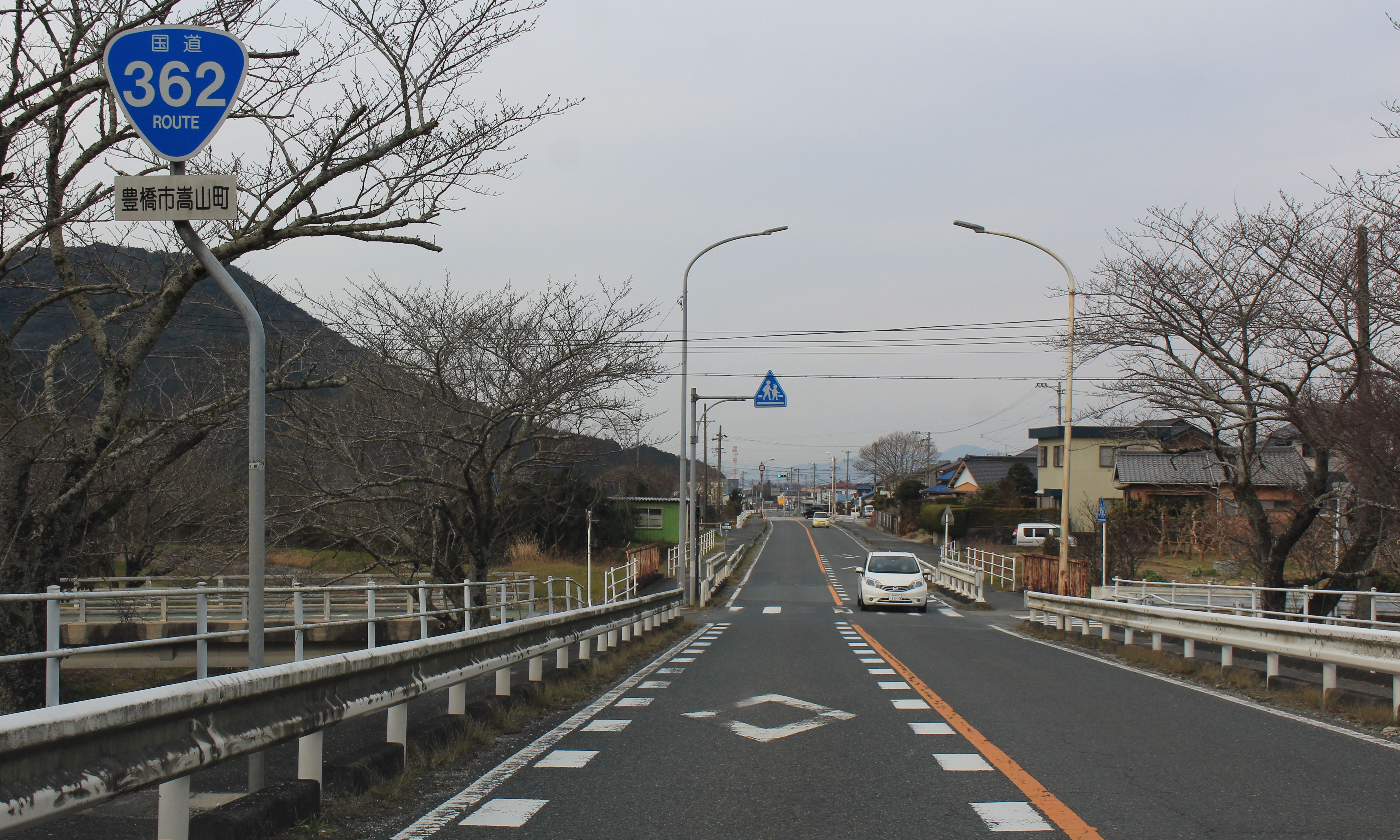
町内の中央部を国道362号（姫街道）が東西に通る

- 豊鉄バス豊橋和田辻線（72・73系統） - 豊橋駅と嵩山を結ぶ系統がある。

## 施設
- 豊橋市立嵩山小学校
- 豊橋市立嵩山保育園
- 嵩山鉱山
- 三獄鉱山
- 長孫天神社
- 正宗寺
- 萬福寺
- 十輪寺

## その他

### 日本郵便
- 郵便番号 : 441-1111[3]（集配局：石巻郵便局[15]）。

## 参考資料
- 「角川日本地名大辞典」編纂委員会 編『角川日本地名大辞典 23 愛知県』角川書店、1989年3月8日。ISBN 4-04-001230-5。
- 有限会社平凡社地方資料センター 編『日本歴史地名体系第23巻 愛知県の地名』平凡社、1981年。ISBN 4-582-49023-9。